# 음력 10월 5일
음력 10월 5일은 음력 10월의 5번째 날이다.

## 사건
- 1907년 - 대한협회 창립.
- 2022년 - 이태원 압사 사고 발생.

## 문화
- 2006년 - 한국사능력검정시험이 처음으로 시행되었다.

## 탄생
- 1947년 - 대한민국의 정치인 홍문표.
- 1987년 - 대한민국의 아나운서 윤태진.
- 1996년 - 대한민국의 축구선수 김민재.

## 같이 보기
- 음력 360일: 1월 2월 3월 4월 5월 6월 7월 8월 9월 10월 11월 12월
- 전날:10월 4일 다음날:10월 6일 - 전달:9월 5일 다음달:11월 5일
- 양력:10월 5일
- 음력, 윤달